# Turmstraße 23 (Bad Salzuflen)

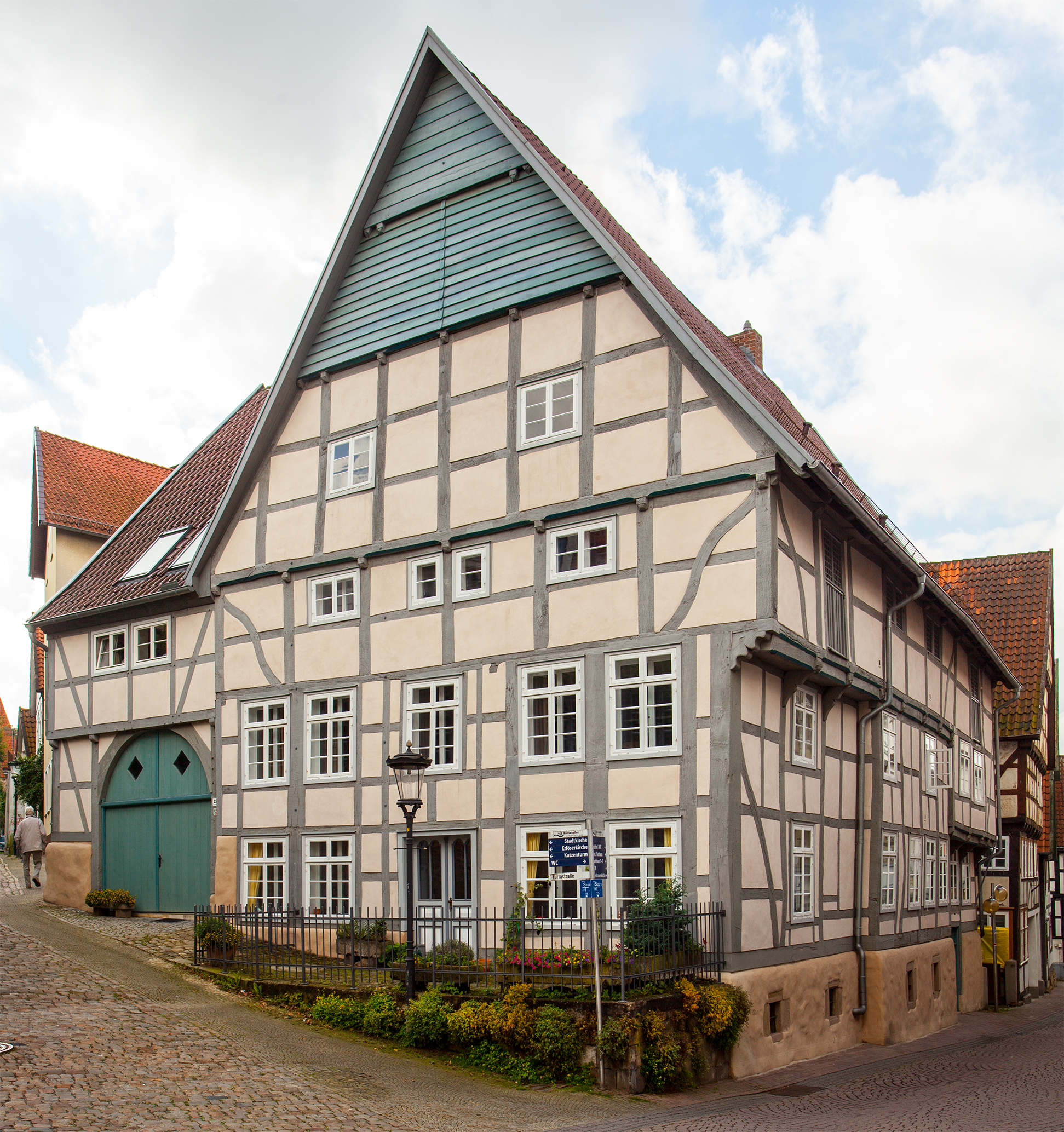
Das Gebäude im November 2013

Das Gebäude Turmstraße 23 ist ein mit der Nummer 112 in die Denkmalliste der Stadt Bad Salzuflen im nordrhein-westfälischen Kreis Lippe in Deutschland eingetragenes Baudenkmal.
Die Eintragung erfolgte am 28. Februar 1990; Grundlage für die Aufnahme in die Denkmalliste ist das Denkmalschutzgesetz Nordrhein-Westfalens (DSchG NRW).

## Lage
Das Fachwerkhaus, bis 1878 hatte es die Hausnummer 166, steht am Rand der historischen Bad Salzufler Innenstadt, an der Ecke Turmstraße / Wenkenstraße, rund 400 Meter nordöstlich des Salzhofs.
Bis in das 19. Jahrhundert stand neben dem Gebäude an der Straße nach Wüsten und Vlotho das „Heßkamper Tor“, eins von vier Stadttoren der Salzufler Stadtbefestigung. Reste der Stadtmauer sind die Turmstraße hinauf bis zum Katzenturm noch zu sehen.

## Geschichte und Beschreibung
1630/32 ließ der Kaufmann und Bürgermeister Georg Schröder das dreigeschossige, giebelständige Fachwerkhaus mit Teilunterkellerung erbauen. Sein Zuschnitt wurde im Wesentlichen durch das steil abfallende Gelände einerseits zur Dammstraße bzw. Salze, andererseits zum Hafermarkt bestimmt. Das Haus erhielt bei einer Länge von fast 19 Meter elf Gebinde, die allerdings in unterschiedlichen Formen ausgeführt wurden, die Diele wandte sich dem Stadttor zu, zur Wenkenstraße schloss sich ein zweigeschossiges Wohnseitenschiff an.
Um 1800 und 1871 erfolgten aufwändige Um- und Anbauten (Fenster, Scheune, Veranda), Diele und Inschriften-Torbogen wurden aufgegeben. Dieser Torbogen, der viele Jahre als verschwunden galt und nach der Wiederentdeckung im Stadt- und Bädermuseum aufbewahrt wurde, schmückt heute wieder den seitlichen Scheunenanbau des Hauses in der Turmstraße.
Die Inschriften des Torbogens lauten

GLORIA SIT DEO PAX IN TERRA . ET HOMINIBVS BONA VOLVNTAS

Ehre sei Gott, Friede auf Erden und den Menschen ein Wohlgefallen

PRINCIPIVM DEVS AETERNVS FINISQVE BEATVS

Anfang zugleich ist der ewige Gott und seliges Ende

Die beiden Inschriften sind als sogenannte Chronogramme ausgeführt: Die Addition des römischen Zahlwertes der größer geschriebenen Buchstaben (I=1, V=5, X=10, L=50, C=100, D=500, M=1000) ergibt jeweils die Jahreszahl 1630. Die untere Inschrift ist zudem als Hexameter, ein klassisches Versmaß der epischen Dichtung, abgefasst und damit ein Chronostichon (= ein Chronogramm, dessen Text dem Versmaß des Hexameters folgt).
Um 1860 kaufte der Ratsherr und spätere Salzufler Bürgermeister Friedrich Capellen (1792–1867) die Grundstücke 196, 195 und 194 (= Turmstraße 21, 19, 17) hinzu und betrieb hier eine Zigarrenfabrik, die sich im Laufe der Zeit zur größten Fabrik ihrer Art im Fürstentum Lippe entwickelte (1862: 16 Roller und 14 Gehilfen; 1878: 41 Mitarbeiter und 6 Mitarbeiterinnen). Nach seinem Tod betrieben zuerst sein Sohn Ferdinand (1833–1911; verheiratet mit einer geborenen Athenstädt, mit ihr mind. ein Sohn (* 1. April 1869)), später Wilhelm Schuseil (1851–1921) das Unternehmen weiter.
Von Wilhelm Schuseil, er gab dem Haus seinen Namen, wechselte der Besitz auf H. Knappe und 1967 auf die Stadt Bad Salzuflen, sie richtete im „Haus Schuseil“ das Jugendzentrum „Litfaß“ ein: Live-Auftritte, Disco und Kellerbar, Theateraufführungen, ein Frauen-Kultur-Cafe und Kabarett machten das „Haus Schuseil“ weit über die Bad Salzufler Stadtgrenze hinaus bekannt.

### Heutige Nutzung
Nachdem das Haus seit 2002 leerstand, verkaufte es die Stadt 2004 für einen symbolischen Preis von einem Euro mit der Auflage, es denkmalgerecht instand zu setzen, an ein Lemgoer Unternehmen. In den Jahren 2008/10 erfolgte eine grundlegende Sanierung. Seitdem wird das „Haus Schuseil“ als Wohnhaus genutzt.

## Baudenkmal
Im Februar 2015 wurde das „Haus Schuseil“ von der „Arbeitsgemeinschaft Historische Stadt- und Ortskerne in Nordrhein-Westfalen“ zum „Denkmal des Monats in Ostwestfalen-Lippe“ gekürt.